# Terametopon truncatus
Terametopon truncatus är en skalbaggsart som beskrevs av Yves Gomy och Vienna 1999. Terametopon truncatus ingår i släktet Terametopon och familjen stumpbaggar. Inga underarter finns listade i Catalogue of Life.